# Popeia buniana
Popeia buniana är en ormart som beskrevs av Grismer, Grismer och Mcguire 2006. Popeia buniana ingår i släktet Popeia och familjen huggormar. IUCN kategoriserar arten globalt som starkt hotad. Inga underarter finns listade i Catalogue of Life.
Enligt Reptile Database är populationen ett synonym till Popeia sabahi/Trimeresurus sabahi.
IUCN godkänner den som art med utbredningsområde på ön Pulau Tioman öster om södra Malackahalvön (Malaysia). Ormen lever där i kulliga områden mellan 300 och 810 meter över havet. Habitatet utgörs av skogar och andra områden med träd. Individerna klättrar på träd och är nattaktiva. De jagar groddjur och ödlor. Honor lägger inga ägg utan föder levande ungar.